# Krün

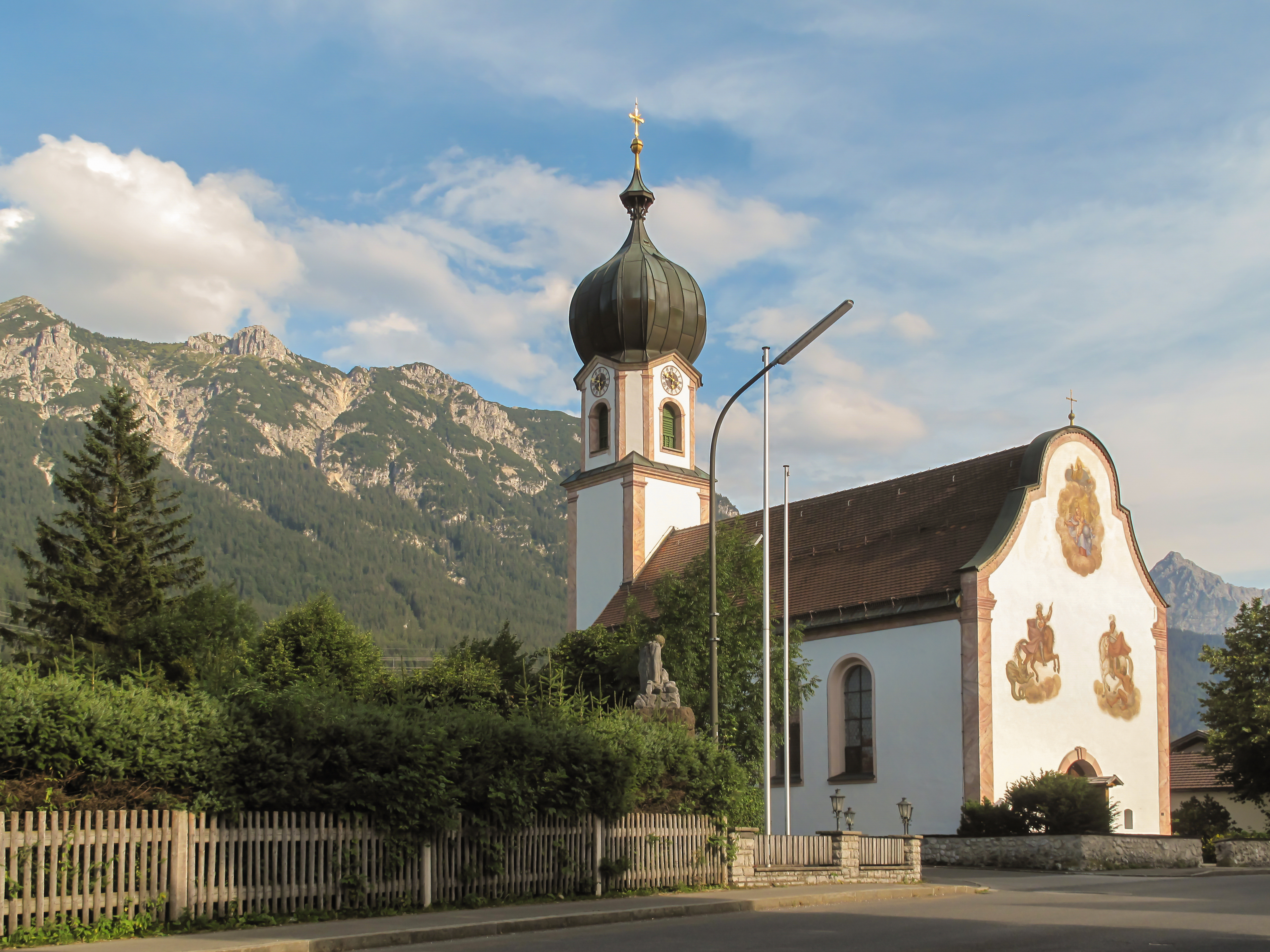
Krün, la iglesia: Sankt Sebastian Kirche

Krün es una comunidad de Alta Baviera situada en el distrito de Garmisch-Partenkirchen. Junto con Garmisch-Partenkirchen, cabecera del distrito y centro cultural, pertenece Krün a la región de Werdenfelser Land. Pocos kilómetros al sur se encuentra la frontera con Austria.
La comunidad está compuesta por las localidades de Krün, Barmsee, Tennsee, Klais, Gerold, Kranzbach, Elmau y Plattele.
Junto con Mittenwald y Wallgau constituyen una área turística denominada Alpenwelt Karwendel que es punto de partida de actividades de tiempo libre y deporte como el senderismo y el esquí de fondo.
Krün fue en el año 2015 la comunidad organizadora de la Cumbre del G7 que tuvo lugar los días 7 y 8 de junio de 2015 en el Castillo Elmau situado en esta localidad.
Con motivo de la Cumbre del G7 el presidente de los Estados Unidos Barack Obama y la canciller alemana Angela Merkel visitaron Krün para disfrutar de un desayuno típico acompañado de música de la región.
Del 26 al 28 de junio de 2022, Krün volverá a acoger la Cumbre del G7.

## Geografía
Krün está situada en el valle del Alto Isar, aproximadamente 100 km al sur de Munich y 15 km al este de Garmisch-Partenkirchen, así como 6 km al norte de Mittenwald y 2 km al sur de Wallgau. En el este se elevan las montañas de Soiern con el pico de Soiern (2257 m s. n. m.) así como el pico de Schöttlkar (2050 m. s.n.m.), Seinskopf(1961 m. s.n.m.) y Signalkopf (1895m s.n.m.]. En el sureste se extiende la Sierra de Karwendel, la cual da su nombre a la región turística con una altitud promedio de 2300 m s.n.m. En el suroeste domina el paisaje la montaña Wetterstein, desde donde se puede apreciar Zugspitze, el pico más alto de Alemania con 2964 m. s.n.m. En el noroeste se encuentra la cadena montañosa Ester con Klaffen (1829 m. s.n.m.), la elevación más alta de la localidad. Por el este de Krün corre el río Isar en dirección norte para fluir en el Lago de Walchen formando un canal hacia la central hidroeléctrica de Walchensee, para luego seguir su curso en dirección a Wallgau.

## Historia
Krün se menciona en los anales por primera vez en el año 1294 como propiedad agrícola de la Abadía de Benediktbeuern. El monasterio vendió Krün junto con otras 4 propiedades agrícolas a la diócesis de Freising en 1491. En 1803, después de la mediatización de muchos estados soberanos alemanes del Sacro Imperio Romano Germánico, junto con la secularización de territorios soberanos pertenecientes a obispados, abadías y otras órdenes religiosas, Krün para a formar parte de electorado de Baviera, después de haber sido hasta aquel momento parte del condado de Werdenfels. Después de algunas reformas administrativas queda establecido el orden de la comunidad de Krün bajo el Reino de Baviera.

## El escudo de la ciudad
El escudo está compuesto de una mitra dorada con unas cintas colgantes sobre un fondo rojo. Detrás de la mitra un cloque y un báculo pastoral plateados que se cruzan en forma diagonal. Los colores rojo, dorado y plateado representan tanto las sedes del monasterio benedictino (rojo y plateado) y de la diócesis de Freising (rojo y dorado) como la afiliación política al condado de Werdenfels. La mitra simboliza el dominio de Freising mientras que el báculo el dominio de los benedictinos. El cloque da testimonio de la importancia de esta herramienta para Krün y para su desarrollo económico en los siglos pasados.

## Economía e infraestructura
El turismo, igual que en el resto de la región, es la fuente principal de ingresos de Krün. 51 diversos tipos de alojamiento mayores los cuales ofrecieron 1379 camas para huéspedes (cámpines inclusive) con 365.983 pernoctaciones en el año 2013 demuestran la importancia del turismo para la comunidad. Sumado a ello 120.326 pernoctaciones en alojamientos en casas privadas.

### Vías de comunicación y medios de transporte
Krün está situado en la Vía alpina. La carretera nacional 11 transcurre en dirección norte por Wallgau y Walchensse hasta Kochel am See. Desemboca en el extremo sur del lugar en la carretera nacional 2 que viene de Múnich. La zona cuenta con un buen servicio de transporte público gracias a diversas líneas de autobús y a la red ferroviaria Deutsche Bahn. En la estación del barrio de Klais paran los trenes que van de Múnich a Mittenwald y de Reutte a Innsbruck cada hora. Para los turistas hay una red de autobuses que puede ser utilizada gratuitamente si la persona es poseedora de la tarjeta para vacacionistas regional Alpenwelt Karwendel. Esta red de autobuses recorre una serie de localidades de esquí alpino y pistas de esquí de fondo en invierno y senderos de caminatas y de trekking en verano.

## Lagos
En las cercanías de Krün se encuentran una serie de pequeños lagos como el lago de Barm, el lago de Gerold, el lago de Grub y el lago de Tenn. En el extremo sur de la población se encuentra un lago artificial formando con las aguas del río Isar. De aquí se deriva un canal hacia el lago de Walchen para suplir la conocida planta hidroeléctrica que lleva el mismo nombre.

## Atracciones turísticas
- Casco histórico de Klais
- Iglesia rococó de San Sebastián en Krün (construida en 1760)[9]
- Capilla de Maria Rast[10]
- Castillo de Elmau
- Castillo de Kranzbach